# Estación Tabaquillo
Tabaquillo es una estación de ferrocarril ubicada en el paraje rural de Los Molles, departamento Cruz del Eje, provincia de Córdoba, Argentina.

## Servicios
Presta servicios de cargas a través de la empresa estatal Trenes Argentinos Cargas. Pertenece al ramal A del Ferrocarril General Belgrano.